# Brahim Boudebouda
Brahim Boudebouda (arabisch إبراهيم بودبودا; * 28. August 1990 in Algier) ist ein algerischer ehemaliger Fußballspieler.

## Karriere

### Verein
Mit gerade einmal 17 Jahren gab Brahim Boudebouda am 25. Februar 2008 beim 1:0-Derbysieg über den Stadtrivalen USM Algier sein Debüt für den MC Alger, als er in der 63. Minute als Einwechselspieler aufs Feld kam. In der Saison 2009/10 schaffte er es mit seiner Mannschaft die erste Meisterschaft seit 1999 zu gewinnen.
Am 3. April 2011 half er seinem Team sich für die zweite Runde der CAF Champions League 2011 zu qualifizieren, indem er beim 3:0-Sieg über den simbabwischen Vertreter Dynamos FC zwei Tore schoss. Auch in der zweiten Runde spielte er eine entscheidende Rolle, als er in der 89. Minute den 3:2-Siegtreffer gegen die angolanische Mannschaft Inter Luanda erzielte und damit den MC Alger in die Gruppenphase schoss. Am 11. Mai absolvierte Bedbouda ein Probetraining beim belgischen Verein Germinal Beerschot.
Am 3. Juli wurde bekannt gegeben, dass Boudebouda einen Dreijahresvertrag beim französischen Zweitligisten Le Mans FC unterschrieben hat, welcher drei Tage später offiziell bestätigt wurde. Sein Debüt gab er beim Coupe de la Ligue gegen den FC Istres. Nur drei Tage später kam er gegen den SC Bastia auch zu seinem ersten Ligaeinsatz.
Doch nach nur zehn Ligaeinsätzen kehrt Bedbouda zur Saison 2012/13 wieder nach Algerien zurück und wechselte zum Stadtrivalen USM Algier. In den vier Jahren gelangen ihm mit dem USM Algier insgesamt fünf Titelgewinne, darunter zwei Meisterschaften in den Jahren 2014 und 2016 sowie ein Double aus Pokal und Supercup im Jahr 2013. Im Rahmen der CAF Champions League 2015 erreichte Algier zum ersten Mal in ihrer Vereinsgeschichte das Finale. Jedoch ging dies in Addition mit 1:4 gegen Tout Puissant Mazembe verloren. Im Sommer 2016 verließ er den Verein und es folgten weitere Stationen beim MC Algier (2016 bis 2018) und MC Oran (2018/19).
Seit 2019 steht er bei CS Constantine unter Vertrag.

### Nationalmannschaft
Boudebouda spielte schon für die algerische U-20-Nationalmannschaft. Er gehörte dem U-23-Kader an, der beim North African Nations Cup den ersten Platz belegte. Im letzten Gruppenspiel erzielte er gegen Libyen ein Tor. Am 25. Mai 2013 kam er im Freundschaftsspiel gegen Mauretanien zu seinem ersten A-Länderspiel.

## Titel und Erfolge
MC Alger
- Ligue Professionnelle 1 (1): 2009/10
- Algerischer Fußball-Supercup (1): 2007

USM Algier
- Ligue Professionnelle 1 (2): 2013/14, 2015/16
- Algerischer Pokalsieger (1): 2013
- Algerischer Fußball-Supercup (1): 2013
- Arab Club Champions Cup (1): 2012/13